# Pomnik Stanisława Moniuszki w Łodzi (1938–1940)
Pomnik Stanisława Moniuszki w Łodzi – pomnik istniejący w latach 1938–1940, upamiętniający Stanisława Moniuszkę, zlokalizowany w parku im. księcia Józefa Poniatowskiego w Łodzi.

## Historia
Pomnik odsłonięto 3 lipca 1938 wg projektu Zygmunta Kowalewskiego, pomnik został wyburzony 4 kwietnia 1940 podczas II wojny światowej, w trakcie okupacji niemieckiej Łodzi. Przedstawiał postać kompozytora opartego lewą ręką na piszczałkach organowych. Na postumencie pomnika znajdowały się płaskorzeźby przedstawiające postacie ze znanych oper. 18 listopada 1945 w tym samym miejscu odsłonięto Pomnik Wdzięczności Armii Czerwonej w Łodzi, wyburzony w 1992. W 1963 Stanisława Moniuszkę uhonorowano popiersiem w parku Kolejowym w Łodzi oraz przemianowaniem parku nadając mu imię Stanisława Moniuszki.